# Claude Berri
Claude Berri, født Claude Berel Langmann (født 1. juli 1934, død 12. januar 2009) var en fransk filminstruktør, skuespiller, manuskriptforfatter og filmproducer. Han var især kendt for instruktionen af Kilden i Provence og Manon og kilden. 
Claude Berri var af jødisk oprindelse og født i Paris. Karrieremæssigt begyndte han som skuespiller, men i 1960'erne begyndte han også at arbejde bag kameraet, og han vandt en Oscar for bedste kortfilm i 1965 for filmen Le poulet (Kyllingen) fra 1962. Han arbejdede dog mest som producer, blandt andet på Roman Polanskis Tess og Patrice Chéreaus Dronning Margot. 
Størst succes opnåede han utvivlsomt med de to film Kilden i Provence og Manon og kilden fra 1986, der både i hjemlandet og internationalt opnåede stor succes og indbragte mange priser. 